# Белмонте ин Сабина
Белмо̀нте ин Сабѝна (на италиански: Belmonte in Sabina, на местен диалект Bermòntë, Бермонтъ) е село и община в Централна Италия, провинция Риети, регион Лацио. Разположено е на 756 m надморска височина. Населението на общината е 677 души (към 2010 г.).